# قطعنامه ۸۹۱ شورای امنیت
قطعنامه ۸۹۱ شورای امنیت سازمان ملل متحد که در تاریخ ۲۰ دسامبر ۱۹۹۳ تصویب شد، سندی بین‌المللی دربارهٔ رواندا است. این قطعنامه طی نشست ۳۳۲۴ام با ۱۵ رای موافق، ۰ مخالف و ۰ ممتنع تصویب شد.